# Marc Houalla
Marc Houalla   (Rueil-Malmaison, 10 de febrer de 1961) és un servidor públic francès. Des del 28 de novembre del 2008, fins a l'octubre del 2017, és director general de l'École nationale de l'aviation civile.
Des del febrer del 2018, és CEO de l'Aeroport de París-Charles de Gaulle.
Graduat de l'ENAC (IENAC L82) i titular d'un MBA de HEC Paris (1990), va començar la seva carrera el 1985 com a enginyer al departament d'aviació civil de Canadà. El 1987 es va convertir en cap de projecte en el servei tècnic de navegació aèria a París el 1992 i després cap dels departaments tècnics i financers del Service d'exploitation de la formacion aeronautique a París i Muret.
Durant el mateix període, també va ser professor de control de gestió a ESCP Business School i HEC Paris.
El 1996, es va incorporar a SOFREAVIA com a consultor econòmic i financer. Dos anys més tard, va tornar a la DGAC com a director d'operacions a Tolosa.
Del 2003 al 2006 va ser director de l'Aeroport Marsella-Provença. El 2006, es va convertir en director de SEFA abans de ser nomenat com a rector de l'École nationale de l'aviation civile.
De novembre de 2017 a febrer de 2018, va ser nomenat CEO de l'Aeroport de París-Orly i President Honorari de l'Associació dels alumnes de l'École nationale de l'aviation civile. Des de febrer de 2018, és el CEO de l'Aeroport de París-Charles de Gaulle.
Des de setembre del 2013, Marc Houalla és Caballero de l'Orde Nacional del Mèrit.
Des del març del 2018, és President de ENAC Alumni.

## Publicació
- Académie nationale de l'air et de l'espace i Lucien Robineau, Les français du ciel, dictionnaire historique, Le Cherche midi, juny de 2005, 782 p. (ISBN 2-7491-0415-7)